# Йожеф Дарваш
Йожеф Дарваш (угор. Darvas József; 10 лютого 1912, Орошгаза — 3 грудня 1973, Будапешт) — угорський письменник і політик.

## Біографія
Йожеф Дарваш був заступником голови Національно-селянської партії з 1945 року, займав посаду міністра релігії і освіти в період з 1950 по 1951 рік, міністра освіти з 1951 по 1953 рік, а також міністра культури з 1953 по 1956 рік. Він був членом Ради при президенті Угорщини з 1971 року.
У своїх роботах описує бідність села. Після 1945 року в жанрі соціального реалізму пише розповіді, повісті, романи і драми про соціальні зміни в угорському селі.

## Твори
- «Найбільше угорська село» («A legnagyobb magyar falu», 1937)
- «Місто на трясовині» («Város az ingoványon», 1945)
- «Переможець турків» («A törökverő», 1938)
- «П'яний дощ» («Részeg eső», 1963)
- «Небо в кіптяви» («Kormos ég», 1959)